# Antônio Balbino

Antônio Balbino (1955)

Antônio Balbino de Carvalho Filho (* 22. April 1912 in Barreiras, Bahia; † 5. Mai 1992 in Rio de Janeiro) war ein brasilianischer Politiker, der unter anderem zwischen 1953 und 1954 Bildungsminister sowie 1953 Gesundheitsminister war. Ferner war er 1963 Minister für Industrie und Handel sowie Finanzminister.

## Leben
Antônio Balbino de Carvalho Filho, Sohn von Antônio BaIbino de Carvalho und Custódia Rocha de Carvalho, begann nach dem Besuch des Colégio Antônio Vieira in Salvador ein Studium an der Juristischen Fakultät der Universidade Federal do Rio de Janeiro (UFRJ) und schloss dieses 1932 mit einem Bachelor der Rechts- und Sozialwissenschaften (Bacharel em Ciências Jurídicas e Sociais) ab. Im Anschluss absolvierte er zwischen 1933 und 1934 ein postgraduales Studium der Fachrichtung Politische Ökonomie an der Universität von Paris, der Sorbonne, und nahm nach seiner Rückkehr eine Tätigkeit als Rechtsanwalt auf. Er spezialisierte sich in den folgenden Jahren auf den Gebieten Finanzen, Politische Ökonomie und Verfassungsrecht. 1935 wurde er erstmals Mitglied der Legislativversammlung von Bahia (Assembleia Legislativa da Bahia) und gehörte dieser bis 1937 an. Er erwarb einen Doktor der Rechte an der Universidade Federal da Bahia (UFBA) und war dort als Assoziierter Professor an der Juristischen Fakultät sowie später als Professor am Lehrstuhl für Finanzen und Wirtschaft der Philosophischen Fakultät tätig. 1947 wurde er für die Sozialdemokratische Partei PSD (Partido Social Democrático) abermals Mitglied der Legislativversammlung von Bahia und gehörte dieser nunmehr bis 1951 an.
1951 wurde Balbino für die PSD erstmals Mitglied der Abgeordnetenkammer (Câmara dos Deputados) und gehörte dieser als Vertreter des Bundesstaates Bahia bis 1953 ab. In dieser Zeit war er zwischen 1951 und 1953 Mitglied des Ständigen Ausschusses für Verfassung und Justiz. Am 25. Juni 1953 wurde er als Nachfolger von Péricles Madureira de Pinho zum Bildungsminister in die Regierung von Staatspräsident Getúlio Vargas berufen und bekleidete dies Funktion bis zum 25. Juli 1954, woraufhin Edgar Santos seine Nachfolge antrat. Zugleich fungierte er zwischen dem 6. August 1953 und seiner Ablösung durch Miguel Couto Filho am 22. Dezember 1953 auch als Gesundheitsminister (Ministro da Saúde) in der Regierung von Staatspräsident Vargas. 1954 wurde er wieder Mitglied der Abgeordnetenkammer und gehörte dieser bis 1955 an.
Am 7. April 1955 löste Antônio Balbino Régis Pacheco als Gouverneur des Bundesstaates Bahia ab und bekleidete das Amt bis zu seiner Ablösung durch Juracy Magalhães am 7. April 1959. Am 24. Januar 1963 übernahm er als Nachfolger von Otávio Augusto Dias Carneiro in der Regierung von Staatspräsident João Goulart das Amt als Minister für Industrie und Handel (Ministroo da Indústria e Comércio) und behielt dieses Amt bis zu seiner Ablösung durch Egídio Michaelsen am 27. Juni 1963. Zugleich war er in Personalunion als Nachfolger von San Tiago Dantas vom 11. März 1963 bis zu seiner Ablösung durch Carvalho Pinto am 26. März 1963 Finanzminister (Ministro da Fazenda). Nach seinem Ausscheiden aus dem Kabinett Goulart wurde er 1963 für die PSD Mitglied des Bundessenats (Senado Federal) und gehörte diesem als Vertreter von Bahia bis 1971 an. 1966 wechselte er als Mitglied zur neu gegründeten Demokratischen Bewegung Brasiliens MDB (Movimento Democrático Brasileiro).
Balbino war mit Tysla Veloso Viana Balbino de Carvalho verheiratet. Sein Schwiegersohn Francisco Ney Ferreira war ebenfalls Politiker und von 1967 bis 1987 Mitglied der Abgeordnetenkammer. Ihm zu Ehren wurde unter anderem das am 25. September 1958 eröffnete Sportstadion Ginásio de Esportes Antônio Balbino benannt, das sogenannte „Balbininho“ in Salvador.

## Veröffentlichungen
- Oração de Formatura, 1932
- Da comunhão de interesses entre debenturistas, 1935
- O problema financeiro dos sobrevalores imobiliários, 1938
- Pareceres, 1939
- O direito real de promessas de venda de imóvel das incorporações, 1944
- Discursos, 1946
- A presidência do Congresso Nacional na constituição de 1967. Voto em separado, 1967